# Occidryas venusta
Occidryas venusta är en fjärilsart som beskrevs av Gunder 1932. Occidryas venusta ingår i släktet Occidryas och familjen praktfjärilar. Inga underarter finns listade i Catalogue of Life.